# Leiomitra elegans
Leiomitra elegans là một loài rêu tản trong họ Trichocoleaceae. Loài này được (Lehm.) Hässel de Menéndez mô tả khoa học lần đầu tiên năm 2002.